# 大同镇 (赤水市)
大同镇，是中华人民共和国贵州省遵义市赤水市下辖的一个乡镇级行政单位。

## 行政区划
大同镇下辖以下地区：
古镇社区、大同村、民族村、天桥村、华平村、四洞村和两汇水村。